# Scaphiodonichthys macracanthus
Scaphiodonichthys macracanthus és una espècie de peix d'aigua dolça i de clima tropicalde la família dels ciprínids i de l'ordre dels cipriniformes. Poden assolir fins a 20,5 cm de longitud total. Es troba a Àsia: el Vietnam i la Xina.